# In Lake' ch
In Lake' ch è l'album di debutto del gruppo musicale The Mayan Factor, pubblicato il 19 agosto del 2003.

## Tracce
1. Warflower - 6:31
2. Aim for the Sky - 5:15
3. Nothing Really - 4:36
4. Beauty and the Beast - 4:44
5. Foreplay - 6:54
6. Son of Sam - Prophecy 7:39
7. Going to Pieces 5:02
8. Focus - Reborn 14:57

## Formazione
- Ray Ray - voce, chitarra
- Brian Scott - chitarra, cori
- Matt Toronto - batteria
- Kevin Baker - basso
- Chuck Jacobs - percussioni, cori